# Warez

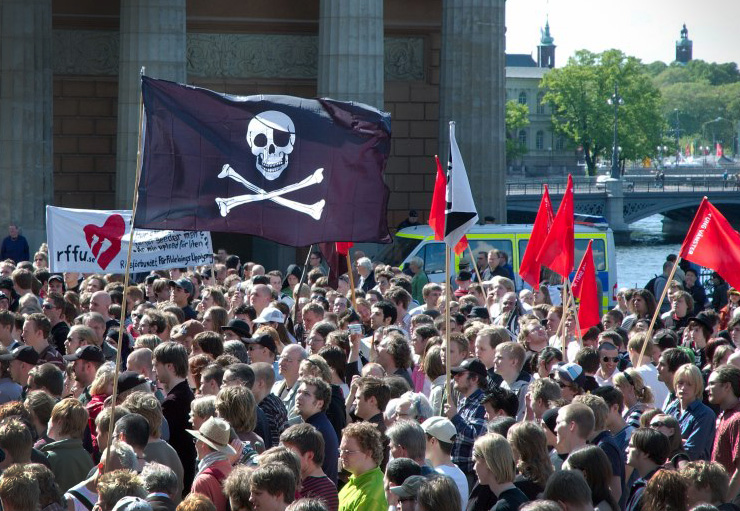
Biểu tình ủng hộ chia sẻ file ở Thụy Điển năm 2006.

Warez là một thuật ngữ tin học về các phần mềm vi phạm bản quyền (bị sao chép bất hợp pháp, phần lớn đã bị xóa các biện pháp chống vi phạm bản quyền - DRM) được phân phối trái phép trên Internet. Warez là từ số nhiều của ware (rút gọn của software). Việc loại bỏ các biện pháp chống sao chép (thường được gọi là crack) là một bước thiết yếu trong việc tạo warez và sau này warez đã được mở rộng để bao gồm các tài liệu có bản quyền khác, như phim ảnh, trò chơi điện tử, sách điện tử. Tập hợp các nhóm warez được gọi là "The Scene".
Việc phân phối và buôn bán các tác phẩm có bản quyền mà không trả phí hoặc tiền bản quyền nói chung vi phạm luật và thỏa thuận bản quyền quốc gia và quốc tế.

## Động cơ và tranh cãi
Việc sản xuất, phân phối warez là bất hợp pháp ở hầu hết các quốc gia do các luật bảo vệ bản quyền được quy định trong Thỏa thuận TRIPS. Những người vi phạm bản quyền phần mềm thường khai thác bản chất quốc tế của bản quyền để tránh các lực lượng thi hành pháp luật ở một số quốc gia. Việc vi phạm cũng thường được bỏ qua ở các nước thế giới thứ ba và các quốc gia khác có luật bản quyền yếu hoặc thậm chí không có. Một số nước còn có những lỗ hổng trong luật.
Một phong trào được minh họa bởi các nhóm như The Pirate Party (tạm dịchː Đảng Hải tặc) và các học giả tại Viện Mises rằng ý tưởng về sở hữu trí tuệ là một sự vô cảm đối với xã hội tự do. Điều này trái ngược với một số người ủng hộ mã nguồn mở như Lawrence Lessig, người ủng hộ cho nền tảng trung gian giữa tự do và sở hữu trí tuệ.

## Tính hợp pháp
Nói chung có bốn yếu tố vi phạm luật hình sự về bản quyềnː sự tồn tại của bản quyền hợp lệ, bản quyền đó đã bị vi phạm, hành vi vi phạm là cố ý và vi phạm gây tổn thất đáng kể hoặc vì lợi ích thương mại (ở cấp độ thường được quy định bởi luật). Cung cấp warez thường được coi là một hình thức vi phạm bản quyền, có thể vi phạm luật dân sự hoặc hình sự.  (tr6)  (tr307)
Thông thường, các trang web lưu trữ tệp torrent tuyên bố rằng họ không vi phạm bất kỳ luật nào vì họ không cung cấp tài liệu bất hợp pháp mà chỉ lưu đường dẫn đến các địa điểm hoặc trang khác có chứa những tài liệu đó. Tuy nhiên, nhiều trường hợp truy tố và kết án lại lập luận ngược lại. Ví dụ, Dimitri Mader, một công dân quốc tịch Pháp điều hành trang web phân phối phim Wawa-Mania, đã bị phạt 20.000€ và bị tòa án châu Âu kết án vắng mặt một năm tù (sau khi trốn khỏi Pháp đến Philippines). Tại Hoa Kỳ, cho đến năm 2004, hơn 80 cá nhân đã bị truy tố và kết án vì buôn lậu warez (theo Đạo luật NET và các đạo luật khác), đặc biệt là phim và phần mềm. Một số cá nhân bị bỏ tù, trong đó có một số chỉ tham gia vì có hứng thú. :p.308 
Tuy nhiên, luật pháp có thể khác nhau rất nhiều giữa các quốc gia; trong khi Wawa-Mania bị phạt ở Pháp, nó vẫn hoạt động thông qua máy chủ ở Moldova và thông qua việc sử dụng miền cấp cao nhất của Ecuador. Do đó, trong khi các nhà cung cấp máy chủ và nhà cung cấp miền cấp cao thường không cho phép lưu trữ các trang web warez, các nguồn tư nhân và các tổ chức thương mại nhỏ tiếp tục cho phép việc phân phối warez tiếp tục diễn ra. Ở một số quốc gia, đôi khi điều này còn được khuyến khích. Việc Hoa Kỳ ngăn không cho Iran trở thành thành viên đầy đủ của WTO đã khiến Iran khuyến khích việc sao chép phần mềm của Hoa Kỳ. Do đó số trang web "warez" và "crackz" của Iran đã tăng lên nhanh chóng.

## Phân phối

Phân cấp phân phối warez.

Warez thường được phân phối bên ngoài The Scene bằng các tệp torrents (bao gồm thông tin theo dõi (tracker), kích thước, kích thước tệp khi chưa nén,...) được tải lên một trang web P2P. Một bản NFO sau đó được đăng lên để quảng cáo nhóm phát hành. Từ đó warez được tải xuống bởi người dùng và lan truyền đến các trang chia sẻ khác bằng P2P và dần dần có thể được tải xuống bởi hàng triệu người dùng trên toàn thế giới. Thông thường thì một bản phát hành được sao chép, đổi tên, sau đó tải lên lại các trang web khác nhau để cho việc truy ra tệp gốc là bất khả thi. Một phương pháp phân phối warez phổ biến là thông qua các trang web lưu trữ. Đầu những năm 1990, warez thường được giao dịch trên các băng cassette với các nhóm khác nhau và được xuất bản trên các bảng thông báo.

### Gia tăng vi phạm bản quyền
Hiện tượng này bắt đầu khi các phần mềm chất lượng cao được phát hành để bán. Cho dù phần mềm nằm trong băng cassette hay đĩa mềm, những người đam mê crack đều tìm ra cách sao chép và phát tán nội dung bên trong mà không có sự cho phép của nhà sản xuất. Các cộng đồng buôn lậu phần mềm phát triển lớn mạnh nhờ sử dụng Apple II, Commodore 64, dòng Atari 400 và Atari 800, ZX Spectrum, Amiga và Atari ST, máy tính cá nhân... Toàn bộ mạng lưới dịch vụ bảng tin điện tử được tạo ra để chia sẻ phần mềm bất hợp pháp từ người này sang người khác. Các máy tính Amiga và Commodore 64 có một mạng lưới quốc tế, thông qua đó phần mềm có thể đến mọi nơi ở một lục địa thông qua hệ thống bảng tin điện tử này.
Vào những năm 1980, việc sử dụng đĩa mềm và dịch vụ bưu chính để phát tán phần mềm là khá phổ biến. Trước khi phần mềm được bán kèm với CD-ROM và sau khi có ổ cứng, các phần mềm không yêu cầu phải có đĩa mềm trong ổ đĩa khi khởi động và sử dụng chương trình. Vì vậy ai có thể cài đặt nó vào máy tính của mình và gửi đĩa cho người khác. Giao dịch qua bưu điện đặc biệt phổ biến ở châu Âu, thậm chí còn được nhiều nhóm crack hàng đầu sử dụng làm kênh tương tác chính. Vi phạm bản quyền phần mềm thông qua đường bưu điện cũng là phương tiện phổ biến nhất để nhiều người yêu thích máy tính ở các nước thuộc khối phía Đông nhận phần mềm mới của phương Tây.

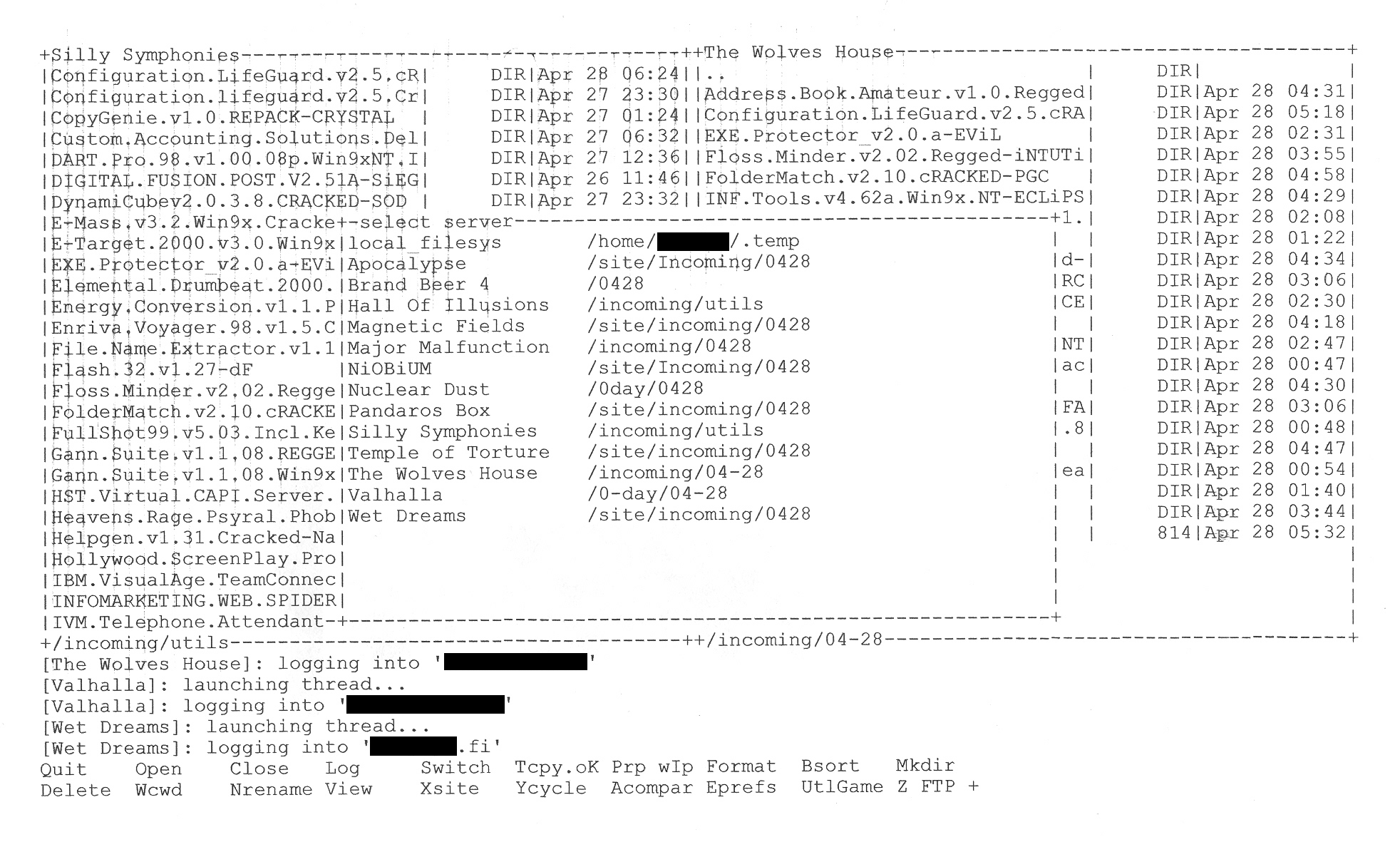

Các phương pháp bảo vệ chống sao chép bắt đầu được thiết kế để đánh bại các nỗ lực sao chép thông thường, vì các "cracker" thường chỉ cần phát hành một bản sao của trò chơi cho cộng đồng vào ngày ra mắt.
Một sự kiện nổi tiếng trong lịch sử chính sách bản quyền phần mềm là một bức thư do Bill Gates của Microsoft vào ngày 3 tháng 2 năm 1976, trong đó ông lập luận rằng chất lượng của phần mềm hiện tại sẽ tăng lên nếu "vi phạm bản quyền phần mềm" ít phổ biến hơn. Tuy nhiên, cho đến đầu những năm 1990, hầu hết mọi người vẫn chưa coi vi phạm bản quyền phần mềm là một vấn đề nghiêm trọng. Năm 1992, Hiệp hội các Nhà xuất bản Phần mềm bắt đầu chiến đấu chống lại hiện tượng này, với video quảng cáo "Don't Copy That Floppy" (tạm dịchː Đừng sao chép cái đĩa đó"). Liên minh Phần mềm Doanh nghiệp vẫn là những tổ chức chống vi phạm tích cực nhất trên toàn thế giới, mặc dù để bù đắp cho sự tăng trưởng sâu rộng trong những năm gần đây, họ đã nhận được sự hỗ trợ của Hiệp hội Công nghiệp Ghi âm Hoa Kỳ (RIAA), Hiệp hội Điện ảnh Hoa Kỳ (MPAA), cũng như Hiệp hội các Nhà soạn nhạc, Tác giả và Nhà xuất bản Hoa Kỳ (ASCAP) và Broadcast Music Incorporated (BMI).
Ngày nay, hầu hết các tệp tin warez được phân phối tới công chúng thông qua các trang web lưu trữ bittorrent và các web lưu trữ . Một số công ty phần mềm phổ biến nhất đang bị nhắm đến là Adobe, Microsoft, Apple, DreamWorks và Autodesk. Để giảm sự phát triển của việc sao chép bất hợp pháp, một số công ty đã thuê người phát hành các torrent "giả" (được gọi là torrent độc), trông giống như thật, và khi tải xuống, các công ty sở hữu phần mềm sẽ có được địa chỉ IP của những người tải xuống. Sau đó, các công ty này sẽ liên hệ với ISP của các cá nhân này và công ty/ISP có thể thực hiện các hành động pháp lý khác.

### Những nguyên nhân đã thúc đẩy sự phát triển
Như tivi và điện thoại, máy tính đã trở thành vật dụng cần thiết đối với mỗi người trong thời đại thông tin. Khi việc sử dụng máy tính tăng lên, tội phạm phần mềm và tội phạm mạng cũng tăng theo.
Vào giữa những năm 1990, đa số người dùng Internet vẫn sử dụng truy cập quay số, với tốc độ trung bình nằm trong khoảng 28,8 đến 33,6 kbit/s. Nếu muốn tải xuống phần mềm khoảng 200 MB, thời gian tải xuống có thể lâu hơn một ngày tùy thuộc vào lưu lượng mạng, Nhà cung cấp dịch vụ Internet và máy chủ. Khoảng năm 1997, băng thông rộng bắt đầu trở nên phổ biến do tốc độ mạng tăng lên rất nhiều. Khi các vấn đề về "truyền tệp kích thước lớn" trở nên ít nghiêm trọng hơn, thì warez trở nên phổ biến hơn và bắt đầu ảnh hưởng đến các tệp phần mềm lớn như phim.
Trước đây, các tệp được phân phối theo công nghệ điểm này tới điểm kia: với trung tâm phân phối tệp cho người tải xuống. Với những hệ thống này, một số lượng lớn người tải xuống một tệp phổ biến sử dụng lượng băng thông ngày càng lớn. Nếu có quá nhiều lượt tải xuống, máy chủ có thể không khả dụng. Ngược lại thì có mạng ngang hàngː càng nhiều người tải xuống thì phân phối tệp càng nhanh. Với công nghệ tập trung như được triển khai trong các hệ thống chia sẻ tệp như eDonkey2000 hoặc BitTorrent, người tải xuống giúp người tải lên bằng cách thực hiện một số trách nhiệm tải lên của họ. Có nhiều trang web có liên kết đến các trang web lưu trữ chỉ cần tải xuống và các trang web khác nơi người ta có thể tải lên các tệp góp phần vào số lượng kho lưu trữ ngày càng tăng.

### Phân phối qua các máy chủ FTP bị xâm nhập
Trước khi các hệ thống chia sẻ P2P hiện đại và các kết nối băng thông rộng như bây giờ, đôi khi các nhóm warez phải tìm các hệ thống máy tính bảo mật yếu với các kết nối tốc độ cao để chia sẻ/phân phối warez. Các hệ thống này sẽ bị xâm phạm bằng cách khai thác các máy chủ FTP kém bảo mật để phân phối nội dung bất hợp pháp.

### Phân phối warez tự động thông quaIRCbot
Khi khả năng xâm nhập và đạt được quyền kiểm soát từ xa hoàn toàn đối với các máy chủ ngày càng mạnh, các nhóm warez sẽ hack máy chủ và cài đặt một IRC bot trên các hệ thống bị xâm nhập cùng với dịch vụ FTP của máy chủ ban đầu, hoặc bot sẽ toàn quyền đảm nhiệm chia sẻ tệp. Nó sẽ điều chỉnh quyền truy cập vào dữ liệu bất hợp pháp một cách thông minh bằng cách sử dụng hàng đợi tệp để hạn chế việc sử dụng băng thông hoặc chỉ chạy ngoài giờ qua đêm khi doanh nghiệp sở hữu server đã đóng cửa.
Giải pháp này vẫn tồn tại và vẫn có thể được tìm thấy trên các kênh IRC warez, như một giải pháp thay thế cho hệ thống phân phối P2P hiện đại và hợp lý hơn. Cơ hội tìm ra và hack được các hệ thống bảo mật kém để tạo ra một trang web phân phối bất hợp pháp chỉ tăng khi người dùng gia đình sử dụng dịch vụ băng thông rộng và không biết nhiều về bảo mật máy tính.

## Các loại warez
- Apps - Ứng dụng: thường là phiên bản bán lẻ của gói phần mềm.
- Cracks - Ứng dụng bị "bẻ khóa": Một tệp exe đã được sửa đổi hoặc hoặc một bản vá được thiết kế để biến phiên bản dùng thử của gói phần mềm thành phiên bản đầy đủ hoặc loại bỏ các biện pháp bảo vệ bản quyền.
- Dox - Các tiện ích của trò chơi điện tử: bao gồm nocds, crack, trainer, mã cheat,...
- EBook - Sách điện tử: Bao gồm các bản sao không có giấy phép của Ebooks, bản quét, bản scan của sách, truyện tranh,...
- Games - Trò chơi điện tử: các nhóm này tập trung vào các trò chơi trên máy tính và console, thường được phát hành dưới dạng ISO hoặc định dạng khác.
- Hacks - các công cụ hack: Các chương trình được thiết kế để thực hiện các nhiệm vụ cụ thể chỉ bằng một nút bấm.[20]
- Keygens - Phần mềm Keygen là công cụ sao chép quy trình đăng ký/kích hoạt của sản phẩm phần mềm chính hãng và tạo các key cần thiết để kích hoạt phần mềm.
- Movies - Phim: Bản sao phim ảnh trái phép, có thể được phát hành khi bộ phim đó vẫn đang được chiếu ở rạp hoặc từ đĩa CD/DVD/ Blu-ray trước ngày phát hành chính thức.
- MP3s - MP3: Âm thanh từ album, đĩa đơn hoặc các nguồn khác thường thu được bằng cách trích xuất CD hoặc đài phát thanh và phát hành ở định dạng MP3.
- MVids - Video ca nhạc - Có thể được trích xuất từ TV, HDTV, DVD hoặc VCD.
- NoCD, NoDVD, FixedExe - Một tập tin sửa đổi cho phép một chương trình được cài đặt để chạy mà không cần chèn đĩa CD hoặc DVD vào ổ đĩa.
- RIP - Trò chơi không cần phải cài đặt; các mục registry được bao gồm dưới dạng tệp.reg. Các RIP có thể tách các tệp nhạc và video ra, hoặc đối với các trò chơi điện tử, ROM, để giảm kích thước tải xuống.[21] RIP nếu không có gì được tách ra thì được gọi là DP (direct playː chơi trực tiếp).
- Portables - Ứng dụng di động: Tương tự như RIP, nhưng trong trường hợp này, chúng là ứng dụng phần mềm. Điểm quan trọng của chúng là thực tế là nó có thể được lưu bất kì đâu trên các phương tiện lưu trữ và không cần cài đặt. Chúng thường được nén thành một tệp exe bằng cách sử dụng các phần mềm như VMware ThinApp hoặc MoleBox.
- Scripts - Tập lệnh: các bản sao không phép của các tập lệnh thương mại của các công ty. Thường được viết bằng PHP, ASP và các ngôn ngữ khác.
- Subs - Phụ đề: có thể được tích hợp trong TV-Rip hoặc Phim.
- Serials - Bộ các key như số sê-ri được cung cấp để kích hoạt phần mềm dùng thử mà không cần thanh toán.
- Templates - Mẫu các trang web thương mại của các công ty bị rò rỉ.
- TV-Rips - Các chương trình truyền hoặc phim, thường đã cắt đi phần quảng cáo, thường được phát hành trong vài giờ sau khi phát sóng.
- XXX - Khiêu dâm: Có thể là một bộ sưu tập hình ảnh, video phải trả tiền hoặc phim lẻ.
- Zero-day hoặc 0-day - Bất kỳ tác phẩm có bản quyền nào được phát hành cùng ngày hoặc sớm hơn so với sản phẩm gốc.[22] Được xem là dấu ấn kỹ năng giữa các nhóm warez khi họ có thể bẻ khóa và phân phối một chương trình cùng ngày với bản phát hành thương mại của chương trình đó.

## Vi phạm bản quyền phim
Vi phạm bản quyền phim điện ảnh đã được các hãng phim lớn xem là không thể xảy ra. Vì khi truy cập quay số còn phổ biến vào đầu những năm 90, các bộ phim được chia sẻ trên Internet cần có kích thước nhỏ để dễ tải về, kỹ thuật nén thường được dùng để giảm kích thước nhưng giảm đáng kể chất lượng phim. Thời điểm đó người ta lo về vi phạm bản quyền ứng dụng nhiều hơn.
Tuy nhiên, với sự phát triển của kết nối internet băng thông rộng bắt đầu từ khoảng năm 1998, các bộ phim chất lượng cao hơn bắt đầu được phân phối rộng rãi - với việc phát hành DeCSS, các ISO được sao chép trực tiếp từ DVD gốc dần trở thành phương pháp phân phối mới. Ngày nay, việc chia sẻ phim đã trở thành mối quan tâm lớn của các hãng phim. MPAA thường chạy các đoạn quảng cáo để phản đối việc sao chép tài liệu trái phép. Ngày nay, máy thường bị cấm trong các rạp chiếu phim.

## Định dạng
Một bản phát hành phần mềm qua đĩa CD có thể chứa 700 megabyte dữ liệu, là một trong những thách thức khi chia sẻ qua Internet, đặc biệt là vào cuối những năm 90 khi băng thông không mạnh như bây giờ. Những thách thức này càng trở nên khó khăn đối với các bản phát hành DVD khi chúng có thể chứa tới 4,7 GB dữ liệu. "The Scene" đã tạo ra tiêu chuẩn phát hànhː các bản phát hành phải được băm thành nhiều phần nhỏ, được gọi là "đĩa", bằng cách sử dụng một số định dạng nén: (các định dạng cũ như TAR, LZH, ACE, UHA, ARJ), ZIP và phổ biến nhất là RAR. Mục đích ban đầu của các "đĩa" này là để mỗi tệp.rar có thể chứa trên 1 đĩa mềm kích thước 1.44 MB. Với quy mô ngày càng lớn của các trò chơi, điều này trở nên bất khả thi vì sẽ cần đến hàng trăm đĩa. Ngày nay, kích thước trung bình của các đĩa được phát hành bởi các nhóm là 50 MB hoặc 100 MB, có thể lên đến 200 MB.
Phương pháp này có nhiều ưu điểm so với việc gửi cả một tệp lớn:
- Việc nén hai lần đôi khi có thể đạt được sự cải thiện gần gấp mười lần so với DVD/CD gốc. Kích thước tập tin được thu nhỏ, giảm thời gian truyền và băng thông cần thiết.
- Nếu có sự cố trong quá trình truyền dẫn đến mất/hỏng dữ liệu, chỉ cần gửi lại một vài tệp RAR bị hỏng thay vì phải gửi cả tệp lớn.
- Phương pháp này cho phép việc tải các đĩa từ các nguồn khác nhauː 
  - Với các trang web lưu trữ, tải nhiều tệp từ nhiều nguồn khác nhau có thể tăng đáng kể tốc độ hoàn thành, do khi các nguồn cung cấp tốc độ tải xuống chậm, với việc tải xuống nhiều đĩa cùng một lúc sẽ giúp người dùng đạt được tốc độ tải xuống lớn hơn nhiều.

Mặc dù FTP đã hỗ trợ tải phân đoạn (segmented downloading), các phương pháp nén qua RAR, ZIP và băm nhỏ tệp vẫn không thay đổi.
Việc phát hành các phần mềm thường có hai dạng. Dạng đầy đủ là bản đầy đủ của trò chơi hoặc ứng dụng thường được phát hành trên CD hoặc DVD (tệp BIN hoặc ISO). Rip là phiên bản rút gọn của sản phẩm đã bỏ qua một số bổ sung có trong sản phẩm gốc (như hướng dẫn sử dụng, trợ giúp, phương tiện âm thanh/video). Trong các bản rip các trò chơi điện tử, hầu hết các video đều bị xóa và âm thanh được nén thành MP3 hoặc Vorbis, sau đó phải được giải mã về dạng ban đầu trước khi chơi. Ngày nay, những bản rip trở nên rất hiếm vì hầu hết các kết nối là băng thông rộng và các tệp âm thanh thường được nén bởi nhà sản xuất.

## Warez và phần mềm độc hại
Nhiều người nghĩ rằng các trang web warez có rủi ro cao về malware (phần mềm độc hại). Ngoài ra, có một số bài báo cho thấy thực sự có mối tương quan giữa các trang web chia sẻ warez và malware. Một nghiên cứu  cho thấy trong số tất cả các lĩnh vực nghiên cứu về pirate (những người tải xuống và phân phối nội dung có bản quyền kỹ thuật số mà không được phép), có 7.1% bị nhiễm malware trong khi các những lĩnh vực khác chỉ có 0,4%; một nghiên cứu khác  cho rằng độ độc hại của các sản phẩm trên các trang web mà họ phân loại là pirate (mà cụ thể là bao gồm các trang web warez) là cao nhất trong số tất cả các loại trang web được nghiên cứu. Các tên miền giống với tên các công cụ lách các biện pháp chống sao chép (như các phần mềm crack hoặc keygen) là một trong số những trang web độc hại nhất. Một nghiên cứu khác về các phần mềm như crack và keygen kết luận rằng phần lớn các chương trình này có mục đích tải malware về máy tính của người dùng. Khả năng người dùng tiếp xúc với mã độc khi sử dụng các ứng dụng hoặc trò chơi bị crack là hơn 50%.
Những số liệu thống kê trên có thể có vấn đề bởi vì hầu hết các chương trình chống virus thường xếp keygen vào loại như virus, mặc dù hầu hết keygen đều không độc hại. 
Mặt khác, warez của các nhóm thuộc The Scene bị nhiễm mã độc là điều bất thường. Các nội dung độc hại thường được thêm vào bởi các bên thứ ba trong dây chuyền phân phối.

## Nhân khẩu học
Các nhóm warez có nhiều điểm tương đồng với tin tặc và cracker. Các nhóm phân phối lớn thường chỉ có một cracker chuyên phá các công nghệ bảo vệ sao chép. Khác với độ tuổi điển hình của các tin tặc và cracker, độ tuổi chung của một thành viên trong giới warez là những chuyên gia Công nghệ Thông tin lớn tuổi và đã kết hôn. Một điểm chung khác giữa các nhóm này là tạo sự chú ý, cùng với niềm tin rằng tài sản kỹ thuật số nên được chia sẻ miễn phí.